# Список политических партий КНР
В настоящий момент в КНР существуют следующие официально действующие партии:
- Коммунистическая партия Китая — крупнейшая партия КНР — 108 мест в Постоянном комитете ВКНП
- Революционный комитет Гоминьдана — старейшая партия Китая — 5 мест в Постоянном комитете ВКНП
- Демократическая лига Китая — одна из основных партий в 1930-х годах — 7 мест в Постоянном комитете ВКНП
- Ассоциация демократического национального строительства Китая — 2 места в Постоянном комитете ВКНП
- Ассоциация содействия развитию демократии Китая — 6 мест в Постоянном комитете ВКНП
- Рабоче-крестьянская демократическая партия Китая — 6 мест в Постоянном комитете ВКНП
- Китайская партия стремления к справедливости — 3 места в Постоянном комитете ВКНП
- «Общество 3 сентября» — 6 мест в Постоянном комитете ВКНП
- Лига демократической автономии Тайваня — 3 места в Постоянном комитете ВКНП

Незарегистрированные и запрещённые партии:
- Демократическая партия Китая
- Новая Демократическая партия Китая
- Союз националистов Китая
- Народная партия Внутренней Монголии

В Парламенте представлены также партии из Гонконга и Макао